# Shooter (singolo)
Shooter è un brano musicale del rapper di New Orleans Lil Wayne, pubblicato come quinto singolo estratto dall'album Tha Carter II.

## Tracce
12" Vinyl Universal Records UNIR 21693-1
Lato A
1. Shooter (Radio Edit) - 4:14
2. Shooter (Instrumental) - 4:37

Lato B
1. Shooter (Street)
2. Shooter (Acappella Dirty)

## Classifiche
| Classifica (2006)                    | Posizione Più alta |
| ------------------------------------ | ------------------ |
| U.S. Billboard Hot R&B/Hip-Hop Songs | 97                 |